# 縉雲山

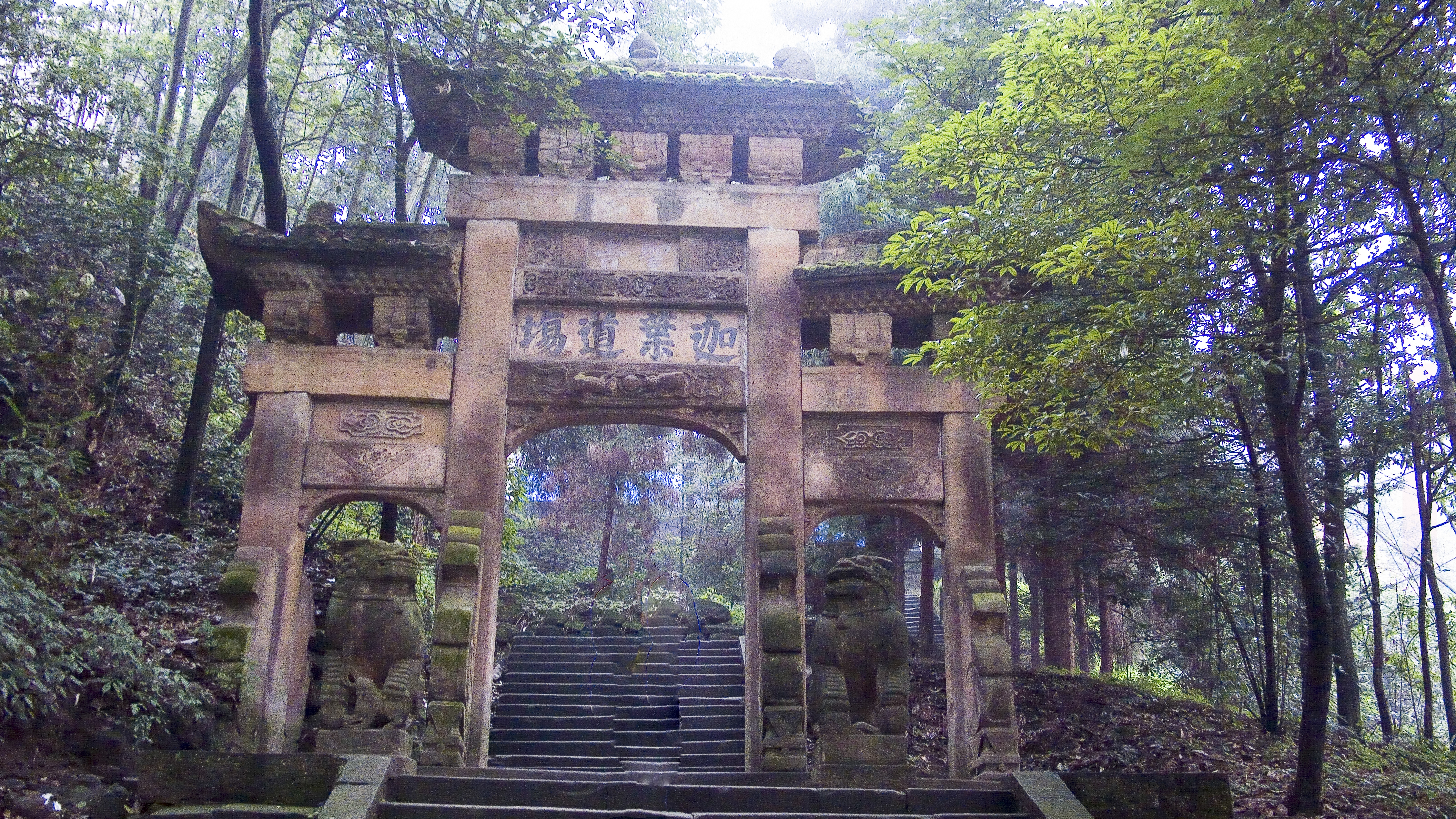
縉雲山

縉雲山（しんうんざん、jin'yunshan）は、中国の重慶市北碚区に位置している。古くは巴山と呼ばれた。標高は951ｍで、7000万年前の地殻変動によって山が斜めになり、山間部では白い雲に覆われている。それは霧のようでもあり、雲のようでもあり、そのため朝晩は太陽の反射で特別な朝日と夕日が見られると言われている。1982年に中華人民共和国国家級風景名勝区に認定された。
縉雲山は中国の全国自然保護区に指定されており、気候は穏やかではあるが、雨量は多い。1700種以上の亜熱帯植物が生息しており、仏教と道教の聖地でもある。中国黄帝時代に縉雲氏と高辛氏がこの地を訪れ、魍魎からこの地を守ったという伝説が残されている。
獅子峰にある縉雲寺は南朝宋の景平元年（423年）に建立されたと言われている。1500年以上も歴史ある寺で、釈尊の十大弟子の一人である摩訶迦葉（まかかしょう）が祀られている。唐の高祖李淵は自ら揮毫した「禅真宮」をこの地に残したとされる。この他、温泉寺・白雲観など8つの寺が今も残っている。